# آ. آلبر
آ. آلبر (انگلیسی: A. Albert) بازیکن راگبی ۱۵ نفره اهل فرانسه است.